# Armadura (música)
A armadura da clave (português brasileiro) ou armação de clave (português europeu) é o conjunto de acidentes colocados ao lado da clave na pauta musical, indicando que as notas correspondentes à localização na pauta onde a armadura foi escrita, devem ser tocadas de maneira consistente um semitom acima ou abaixo de seu valor natural, (por exemplo, as notas brancas do piano) conforme se usem sustenidos ou bemóis, respectivamente, na armadura. A armadura geralmente é escrita imediatamente após a clave no início da pauta musical embora possa aparecer em outro local da partitura, especialmente após um compasso iniciado por uma barra dupla.
Esta é a escala em si maior, escrita  com os acidentes que identificam a tonalidade
e aqui a mesma escala (as mesmas notas são tocadas) escrita usando-se a armadura da clave.
O efeito da armadura, isto é as notas que ela afeta, transformando-as em sustenidos ou bemóis, permanece  por toda a peça ou movimento, a menos que seja anulado por outra armadura. Por exemplo, uma armadura com cinco sustenidos é colocada no início de uma peça. Todo lá que aparecer na música em qualquer oitava será executado como um lá sustenido, a menos que precedido por algum acidente . Por exemplo, o lá na escala acima —; a penúltima nota —; é tocado como um lá sustenido mesmo estando uma oitava acima da posição onde o sustenido na nota lá foi indicado na armadura.
Geralmente, quando há apenas um sustenido, este deve ser o fá sustenido. A seqüência de sustenidos e de bemóis é rígida em música desde o período de prática comum (1600 a 1900). A ordem dos sustenidos e bemóis é mostrada a seguir. No século XX, compositores como Bartók e Rzewski (ver abaixo) começaram a fazer experimentações com armaduras não convencionais que não obedeciam à ordem padrão.
Nas partituras que contêm mais de um instrumento, a escrita para todos os instrumentos é feita com a mesma armadura. Exceções:
- Se o instrumento é um instrumento transpositor (em que a música tem que ser escrita numa tonalidade diferente);
- Se o instrumento é um instrumento de percussão, sem tonalidade definida;
- Por convenção, muitos compositores omitem a armadura nas partes da trompa. Isto talvez seja uma reminiscência do passado, dos primeiros dias dos metais, quando se acrescentavam extensões curvas às trompas para aumentar o comprimento do tubo, alterando a tonalidade do instrumento;
- Nas partituras do século XV, "armaduras parciais" nas quais as diferentes vozes, têm armaduras diferentes, são bastante comuns; entretanto isto se deriva dos hexacordes diferentes em que as partes foram implicitamente escritas e o uso da expressão armadura pode ser engandor a música desse período e anteriores.

## Relação entre a armadura e a tonalidade

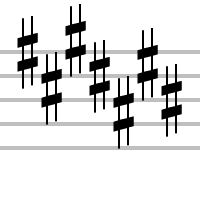
Music-keysigsharp

A armadura de clave e a tonalidade são objetos diferentes: a armadura de clave é tão somente um recurso de notação. Ela é conveniente, principalmente para a música diatônica ou tonal. Algumas peças que mudam a tonalidade (modulam) inserem uma nova armadura na pauta enquanto que outras usam acidentes: sinais de bequadro para neutralizar a armadura e outros sustenidos e bemóis para a nova tonalidade.
Para um dado modo a armadura define a escala diatônica que a obra musical usa. A maioria das escalas necessitam que algumas notas sejam consistentemente modificadas por sustenidos ou bemóis. Por exemplo na tonalidade de sol maior a nota que define o tom é o fá sustenido. Portanto a armadura associada à tonalidade de sol maior é a armadura com um sustenido. No entanto, o fato de se ter uma armadura com um sustenido não garante que a tonalidade da obra seja um sol maior. Muitos outros fatores determinam a tonalidade de uma peça. Isto é particularmente certo com relação aos tons menores. A famosa Tocata e Fuga em Ré Menor, BWV 538 (Tocata e Fuga Dórica) de Bach, é assim chamada porque, embora seja em ré menor, não possui armadura, implicando que é em Ré Dórico. No lugar da armadura, os sis bemóis necessários para a tonalidade de ré menor são escritos com acidentes tantos vezes quantas forem necessárias.
Duas tonalidade que compartilham a mesma armadura são chamadas de tonalidades relativas.
Quando os modos tais como o lídio e o dórico são escritos utilizando as armaduras eles são chamados de modos transpostos.

## História
O uso de um bemol como armadura se desenvolveu no período medieval, mas armaduras com mais do que um bemol ou com sustenidos não surgiram antes do século XVI. A música barroca escrita em tons menores freqüentemente era escrita com menos bemóis do que os agora associados à suas tonalidades. Por exemplo, movimentos em dó menor, frequentemente têm dois bemóis na armadura, porque o lá bemol freqüentemente tem que ser aumentado para o lá natural (lá bequadro) nas escalas menores harmônica e melódica , assim como o si bemol, na escala menor melódica.

## Tabela de armaduras
A tabela a seguir, ilustra o número de sustenidos e bemóis de cada armadura e as armaduras do relativo maior para as escalas menores (ver círculo de quintas). Lembrar de todas as armaduras é relativamente fácil se forem seguidas as seguintes quatro regras simples:
- Dó maior não possui sustenidos nem bemóis;
- Um bemol é fá maior;
- Para mais de um bemol, o tom maior é o do penúltimo bemol, sempre bemolizado; e
- Para qualquer número de sustenidos, pegue o último sustenido e o aumente de dois semitons para chegar ao tom maior (lembrando que um tom = dois semitons). Assim: dó + dois semitons = ré. Mi + dois semitons = fá sustenido. (O relativo menor é uma terça menor abaixo do tom maior, independente se a armadura possui sustenidos ou bemóis).

No caso das armaduras com sustenidos, o primeiro sustenido é colocado na linha do fá (para o tom de sol maior/mi menor). Os sustenidos seguintes são adicionados, respectivamente nos locais da pauta correspondentes às notas dó, sol, ré, lá, mi e si. As armaduras de bemóis seguem a seqüência dos sustenidos na ordem inversa, ou seja: si, mi, lá, ré, sol, dó e fá. Há 15 diferentes armaduras incluindo a armadura vazia de dó maior/lá menor. Esta seqüência é apresentada no círculo de quintas.
As armaduras com seqüências de sete bemóis ou sete sustenidos, são raramente utilizadas não só por que as notas nestas tonalidades extremas de sustenidos ou bemóis são mais difíceis de executar na maioria dos instrumentos, como, também, porque elas têm equivalências enarmônicas. Por exemplo, a tonalidade de dó sustenido maior (com sete sustenidos) é representada de maneira mais simples como ré bemol maior (cinco bemóis). Modernamente, para os fins práticos, essas tonalidades são iguais por que dó sustenido e ré bemol são a mesma nota. Entretanto, obras foram escritas nessas  tonalidades extremas, por exemplo, o Prelúdio e Fuga nº 1 de O Cravo Bem Temperado de Bach, BWV 848 é em dó sustenido maior.
As anteriormente mencionadas 15 armaduras, entretanto, definem apenas as escalas diatônicas e são, por isso, chamadas de armaduras padrão. Outras escalas estão escritas com a armadura padrão, acrescidas dos acidentes requeridos ou com uma armadura não padronizada tal como, por exemplo, mi bemol, na mão direita e fá bemol e sol bemol (na mão esquerda), usadas na escala de mi bemol reduzida (mi bemol octatônico) na obra Mãos Cruzadas de Béla Bártok (nº 99, vol. 4 e Microcosmos) ou si bemol, mi bemol e fá bemol, usados para a escala dominante frígia em Deus para Uma Criança Faminta de Frederic Rzewski.
Observe-se que a ausência de uma armadura nem sempre significa que a música está em dó maior ou lá menor: cada acidente pode ser anotado explicitamente como requerido ou a peça pode ser modal ou atonal.
| Armadura                 | Tom maior | Tom menor |
| ------------------------ | --------- | --------- |
| Sem sustenidos ou bemóis | Dó maior  | Lá menor  |

| Armadura. | Tom Maior  | Tom Menor |
| --------- | ---------- | --------- |
| 1 bemol   | Fá maior   | Ré menor  |
| 2 bemóis  | Si♭ maior  | Sol menor |
| 3 bemóis  | Mi♭ maior  | Dó menor  |
| 4 bemóis  | Lá♭ maior  | Fá menor  |
| 5 bemóis  | Ré♭ maior  | Si♭ menor |
| 6 bemóis  | Sol♭ maior | Mi♭ menor |
| 7 bemóis  | Dó♭ maior  | Lá♭ menor |

| Armadura     | Tom maior | Tom menor  |
| ------------ | --------- | ---------- |
| 1 sustenido  | Sol maior | Mi menor   |
| 2 sustenidos | Ré maior  | Si menor   |
| 3 sustenidos | Lá maior  | Fá♯ menor  |
| 4 sustenidos | Mi maior  | Dó♯ menor  |
| 5 sustenidos | Si maior  | Sol♯ menor |
| 6 sustenidos | Fá♯ maior | Ré♯ menor  |
| 7 sustenidos | Dó♯ maior | Lá♯ menor  |

### Dicas
- Nos sustenidos, o nome da escala se dá a partir da próxima nota onde o último sustenido está posicionado na armadura.
- Nos bemóis, o penúltimo presente na armadura, dá o nome da escala.

....................